# 拉法葉鎮區 (密蘇里州聖路易斯縣)
拉法葉鎮區（英語：Lafayette Township）是位於美國密蘇里州聖路易斯縣的一個行政鎮區。

## 地方資料
拉法葉鎮區的面積為29.89平方千米，皆為陸地。根據2020年美國人口普查的數據，當地共有人口35245人，而人口密度為每平方千米1,179.16人。